# Pakod
Pakod là một thị trấn thuộc hạt Zala, Hungary. Thị trấn này có diện tích 12,55 km², dân số năm 2010 là 947 người, mật độ 75 người/km².